# Kanton Champs-sur-Marne
Kanton Champs-sur-Marne is een kanton van het Franse departement Seine-et-Marne. Het kanton maakt deel uit van het arrondissement Torcy. De oppervlakte bedraagt 26,7 km². Het kanton telt 56 258 inwoners in 2017, dat is een dichtheid van 2107 inwoners/km².

## Gemeenten
Het kanton Champs-sur-Marne omvatte tot 2014 de volgende gemeenten:
- Champs-sur-Marne, 24.553 inwoners (hoofdplaats)
- Émerainville, 7.027 inwoners

Sinds de herindeling van de kantons bij decreet van 18 februari 2014, met uitwerking in maart 2015 bestaat het kanton uit volgende gemeenten: 
- Champs-sur-Marne (hoofdplaats)
- Croissy-Beaubourg
- Lognes
- Noisiel